# Emanuele Manco
Emanuele Manco (Palermo, 10 maggio 1968) è un giornalista e scrittore italiano.

## Biografia
Emanuele Manco, laureato in matematica, è nato a Palermo e vive a Milano. Alterna l'attività di consulente informatico con quella di giornalista pubblicista, saggista e scrittore. Dirige la rivista online FantasyMagazine.it e collabora con altre testate pubblicate dall'associazione culturale Delos Books quali Fantascienza.com, Robot, Delos Science Fiction e ThrillerMagazine, oltre che con NeXT station, Carmilla e Tom's Hardware Italia.
Per Delos Digital cura le collane Odissea Digital Fantasy e Urban Fantasy Heroes.
Curatore di varie opere di fantascienza, alla morte di Gian Filippo Pizzo ne ha completato il lavoro sulla raccolta Trinacria Station, antologia della fantascienza siciliana. L'opera vince due Premi Italia, come antologia e per la copertina di Franco Brambilla.
Ha vinto sette volte il Premio Italia.
È stato presidente di giuria del Trofeo Cassiopea nel 2018 e nel 2021.
In qualità di esperto di fumetti DC Comics ha collaborato al doppiaggio delle serie Gotham e The Flash.
In qualità di esperto di fantascienza e dell'universo di Dune ha collaborato al doppiaggio della serie Dune: Prophecy.

## Opere
- I Daimon di Pandora, Delos Digital, Milano, 2014, ISBN 9788867753147
- 10 consigli per scrivere fantascienza, Edizioni del Gattaccio, Milano, 2019, ISBN 9788898914623[14][15]
- Matematica nerd, Cento Autori, Villaricca, 2020, ISBN 9788868722258[16]
- Il nemico, Delos Digital, Milano, 2021, ISBN 9788825416770[17][18]

Opere in antologie
- La falce e il martello sul sole, in Scorrete lacrime disse lo sceriffo, Laboratorio Crash!, 2008
- Per sempre giovani, in 365 Racconti sulla fine del mondo, a cura di Franco Forte, Delos Books, Milano, 2012, ISBN 9788865302057
- I diavoli della Zisa, in Stirpe infernale, a cura di Alfonso Zarbo, F. Cecere e R.C. Deri, Nocturna, 2012, ISBN 9788890687129
- Il meccanico quantistico, in Delos SF N. 146, 2012
- Oltre la vita, in 365 Storie d’amore, a cura di Franco Forte, Delos books, Milano, 2013, ISBN 9788865303924
- Grado di appartenenza, in Il magazzino dei mondi 2, a cura di Franco Forte, Delos Books, Milano, 2014, ISBN 9788865304914
- Roncisvalle, in La boutique degli incanti, a cura di Maurizio Cometto, Delos Digital, Milano, 2022, ISBN 9788825419870
- Draghi e dragonieri. “Il ciclo di Pern” di Anne McCaffrey, in Lo splendore del drago, a cura di Marina Lenti, Runa Editrice, 2022, ISBN 9788897674818
- Terraforming, in Trinacria Station. Antologia della fantascienza siciliana, a cura di Gian Filippo Pizzo, Delos Digital, Milano, 2022, ISBN 9788825422450

Traduzioni
- Guida Marziana per gli escursionisti di Ruth Nestvold, Robot N.60 Delos Books, Milano, 2010, ISBN 9788865300022
- Io, Chtulhu di Neil Gaiman, Effemme N.1, 2011, ISBN 9788867750177

Curatele
- Trinacria Station. Antologia della fantascienza siciliana (insieme a Gian Filippo Pizzo), Delos Digital, Milano, 2022, ISBN 9788825422450
- Sogni e rivoluzioni. Racconti ispirati agli ideali e alle epiche di Valerio Evangelisti, Kipple Officina Libraria, 2023, ISBN 9788832179804

## Riconoscimenti
- Premio Italia 2014 Curatore[7]
- Premio Italia 2017 Articolo su pubblicazione professionale: vincitore con Chi odia i sequel?[19]
- Premio Italia 2018 Articolo su pubblicazione professionale: vincitore con Ceci n'est pas un Klingon: le polemiche su Star Trek Discovery[20]
- Premio Italia 2021 Curatore[4]
- Premio Italia 2021 Saggio: vincitore con Matematica Nerd[4]
- Premio Italia 2021 Articolo su pubblicazione professionale: vincitore con Isaac Asimov: dalla Fondazione verso l’infinito e oltre[4]
- Premio Italia 2023 Antologia: vincitore con Trinacria Station[21]
- Premio Italia 2024 Articolo su pubblicazione professionale: vincitore con Un giorno a Movieland, insieme a Letizia Mirabile[21]